# Michael Dante DiMartino
Ne pas confondre avec l'acteur américain Michael Dante (1931-).
Michael Dante DiMartino est un réalisateur de films d'animation américain, plus connu en tant que cocréateur, réalisateur et story editor des séries télévisées Avatar, Le Dernier Maître de l'Air et Avatar, La Légende de Korra sur Nickelodeon. Il a étudié à la Rhode Island School of Design avec Bryan Konietzko, avec lequel il a créé Avatar. Avant Avatar, Mike avait travaillé pendant douze ans à Film Roman, aidant à mettre en scène Les Rois du Texas (King of the Hill), Les Griffin et Mission Hill en plus de son propre film d'animation court, Atomic Love qui a été projeté dans de nombreux festivals.